# شوینا
شوینا (به لاتین: Shoyna) یک شهرک در روسیه است که در استان آرخانگلسک واقع شده‌است.